# Turmhügel Trebsau
Der Turmhügel Trebsau ist eine abgegangene mittelalterliche Turmhügelburg (Motte), rund 70 Meter südwestlich der Dorfkapelle von Trebsau, einem Ortsteil der Gemeinde Bechtsrieth im oberpfälzischen Landkreis Neustadt an der Waldnaab in Bayern. Über diese Niederungsburg sind keine geschichtlichen oder archäologischen Informationen bekannt, sie wird grob als mittelalterlich datiert. Die Anlage ist sehr schlecht erhalten, der Turmhügel wurde eingeebnet. Die Burgstelle ist als Bodendenkmal Nummer D-3-6339-0038: „verebneter mittelalterlicher Turmhügel“ geschützt.

## Beschreibung
Die Burgstelle auf der Weiherwiese befindet sich in rund 460 m ü. NN Höhe auf der Talsohle der nur wenig eingetieften Niederung des Mühlbaches, eines Zuflusses des Gleitsbaches. Sie liegt unmittelbar westlich der Pirker Straße und rund 90 Meter südlich des heute ebenfalls abgegangenen kleinen Schlosses von Trebsau. Auf der Burgstelle ist ein Spielplatz errichtet worden.
Der heute eingeebnete Turmhügel war 1975 noch als etwa ovaler und einen Meter hoher Hügel zu erkennen. Sein Durchmesser betrug 25 Meter. Der Turmhügel war damals schon stark angegraben, Spuren eines Grabens waren nicht mehr zu erkennen. Die damals sumpfige Niederung sowie die Flurbezeichnung Weiherwiese lassen vermuten, dass die Anlage in einem Weiher lag bzw. von einem Weiher geschützt war. Heute ist hier ein Spielplatz eingerichtet.